# Вера Душевина
Вера Евгениевна Душевина (на руски: Вера Евгеньевна Душевина) е професионална тенисистка от Русия.
Започва да тренира на 5-годишна възраст. През 2002 г. печели юношеския турнир „Уимбълдън“, на чийто финал надиграва своята съотечественичка Мария Шарапова. През същата 2002 г. достига до позиция № 2 в Световната ранглиста за девойки.
Достига до своя първи финален мач в прифесионалния тенис през 2005 г. На турнира в Ийстбърн се изправя срещу белгийката Ким Клейстерс и претърпява поражение с резултат 7:5, 6:0. През 2007 г. отново достига до финален мач в Стокхолм, в който е надиграна от полската тенисистка Агнешка Радванска с 6:1, 6:1. През 2008 г., отново на същия турнир в Стокхолм, губи от представителката на Дания Каролине Возняцки.
През 2009 г. руската тенисистка печели своята първа шампионска титла. Триумфира на международния турнир „Истанбул Къп“, където побеждава във финалната среща чешката тенисистка Луцие Храдецка с 6:0, 6:1. През 2007 г. печели и титла по двойки на турнира „Варшава Оупън“, където заедно с украинската си партньорка Татяна Перебюнис побеждават Елена Лиховцева и Елена Веснина с резултат 7:5, 3:6, 10:2. В своята спортна статистика има регистрирани и 3 загубени финала по двойки, в които си е партнирала с Мария Кириленко, Екатерина Макарова и Мария Коритцева.
В турнирите от Големия шлем най-сериозното постижение на Вера Душевина е достигането до IV кръг в Откритото първенство на Австралия през 2005 г., където губи от своята сънародничка Светлана Кузнецова. В мачовете по двойки за Големия шлем достига до четвърфинал с партньорката си Шахар Пеер на „Уимбълдън“ през 2005 г., където са отстранени от Мартина Навратилова и Анна-Лена Грьонефелд.